# Commissione Jenkins
La Commissione Jenkis è stata una Commissione europea in carica dal 6 gennaio 1977 al 6 gennaio 1981, guidata dal laburista Roy Jenkins.

## Presidente
- Roy Jenkins ( Regno Unito) - socialista (Laburisti).

## Composizione politica
- Sinistra\Socialisti: 6 membri;
- Democratici Cristiani: 2 membri;
- Destra\Conservatori: 3 membri;
- Liberali: 1 membro;
- Indipendenti: 1 membro;

## Componenti della Commissione
Legenda:   [     ] Sinistra/Socialisti [     ] Democratici Cristiani [     ] Liberali [     ] Destra/Conservatori
| Commissario            | Nazionalità    | Incarico       | Competenze                                                                        | Partito nazionale | Gruppo europeo           |
| ---------------------- | -------------- | -------------- | --------------------------------------------------------------------------------- | ----------------- | ------------------------ |
| Roy Jenkins            | Regno Unito    | Presidente     |                                                                                   | Laburisti         | Socialisti               |
| François-Xavier Ortoli | Francia        | Vicepresidente | Affari economici e finanziari                                                     | RPR               | Democratici progressisti |
| Henk Vredeling         | Paesi Bassi    | Vicepresidente | Occupazione ed affari sociali                                                     | PvdA              | Socialisti               |
| Wilhelm Haferkamp      | Germania Ovest | Vicepresidente | Relazioni esterne                                                                 | SPD               | Socialisti               |
| Finn Olav Gundelach    | Danimarca      | Vicepresidente | Agricoltura e pesca                                                               | indipendente      | indipendente             |
| Lorenzo Natali         | Italia         | Vicepresidente | Ambiente ed allargamento                                                          | DC                | Democratici cristiani    |
| Richard Burke          | Irlanda        | Commissario    | Fiscalità, trasporti, tutela dei consumatori e rapporti con il Parlamento europeo | Fianna Fáil       | Democratici progressisti |
| Antonio Giolitti       | Italia         | Commissario    | Politiche regionali                                                               | PSI               | Socialisti               |
| Claude Cheysson        | Francia        | Commissario    | Sviluppo                                                                          | PS                | Socialisti               |
| Étienne Davignon       | Belgio         | Commissario    | Mercato interno, unione doganale ed affari industriali                            | indipendente      | Democratici Cristiani    |
| Guido Brunner          | Germania Ovest | Commissario    | Ricerca, scienza ed istruzione ed energia                                         | FDP               | Liberali e democratici   |
| Raymond Vouel          | Lussemburgo    | Commissario    | Concorrenza                                                                       | LSAP              | Socialisti               |
| Christopher Tugendhat  | Regno Unito    | Commissario    | Bilancio e controllo finanziario, personale ed amministrazione                    | Conservatori      | Conservatori/Democratici |